# Mauricio Cabrera
Mauricio Adolfo Cabrera Valdez (né le 22 septembre 1993 à Las Matas de Farfán, San Juan, République dominicaine) est un lanceur de relève droitier qui a joué pour les Braves d'Atlanta dans la Ligue majeure de baseball en 2016.
Il est le frère d'Alberto Cabrera.

## Carrière
Mauricio Cabrera signe son premier contrat professionnel en juillet 2010 avec les Braves d'Atlanta. Il fait ses débuts professionnels en ligues mineures avec un club affilié aux Braves en République dominicaine lors de la saison 2011, puis aux États-Unis en 2012.
Il fait ses débuts dans le baseball majeur le 27 juin 2016 avec Atlanta. À sa première saison, le lanceur de relève joue 41 matchs des Braves et maintient une très bonne moyenne de points mérités de 2,82 en 38 manches et un tiers lancées avec 32 retraits sur des prises. Lors du match du 18 juillet 2016, l'une de ses balles rapides décochées à Tyler Holt des Reds de Cincinnati est chronométrée à 167 km/h. Au cours de la saison 2016, 39 pour cent de ses lancers atteignent ou dépassent les 160 km/h ; il doit surtout son succès cette année-là au fait qu'il n'accorde aucun coup de circuit, car il ne réalise que 7,5 retraits sur des prises tout en accordant 4,5 buts sur balles en moyenne par 9 manches lancées.